# دير قديس
تقع دير قديس على بعد 20 كيلومتراً غرب مدينة رام الله، وإلى الشرق من مدينة الرملة، 5 كيلومتر شرق الخط الأخضر (خط الهدنة 1949 م). وفي منتصف الطريق بين قريتي نعلين غرباً وخربثا بني حارث شرقاً وعلى بعد كيلومترين عن كل منهما، ويحيط بها إضافة إلى ذلك قرى شبتين وبلعين ودير عمار.
بنيت مساكن القرية على قمة تلة مشرفة على طول ساحل البحر الأبيض المتوسط غرباً، وعلى جبال الخليل والقدس ورام الله جنوباً وشرقاً.
ويستطيع الواقف على هذه التلة ان يرى بوضوح تام كل هذه المواقع ومن جميع الاتجاهات.
فهي تحتل موقعاً استراتيجياً قلما وجد في غيرها من القرى المجاورة، وأراضي القرية جبلية وعرة تتخللها بعض السهول، وهي ترتفع عن سطح البحر (380 م) تقريبا.
تعتبر دير قديس من آخر أعمال الديار اليافية من جهة الشرق إضافة إلى قرى (بيت سوسين، دير أيوب، يالو، بلعين، خربثا بني حارث، شبتين، وشقبا).
وهي من القرى العشرة في قضاء الرملة التي نجت في عام 1948 م من شر الاحتلال الصهيوني وهذه القرى هي: بدرس، قبيا، رنتيس، شقبا، شبتين، دير قديس، خربثا بني حارث، بلعين، عمواس، وبيت نوبا).وبعد نكبة عام 1948 ضمت هذه القرى لقضاء رام الله.
وفي منتصف الستينات من القرن العشرين تحول قضاء رام الله إلى لواء يتبعه من جهة الغرب ناحيتان هما ناحية النبي صالح وناحية دير قديس التي تضم تسع قرى هي: (دير قديس، خربثا بني حارث، نعلين، بلعين، المدية، قبيا، شقبا، بدرس، وشبتين).
في أوائل الستينات من القرن العشرين أسس مجلس قروي دير قديس الذي يعتبر من أوائل المجالس القروية في المنطقة الغربية لمدينة رام الله.
اما بالنسبة إلى تسمية القرية بهذا الاسم فلم نهتد ولم تذكر لنا المصادر التاريخية عن ذلك شيئاً... يقال أن اسم دير قديس يعود إلى عهد الرومان نسبة إلى اسم الدير الواقع في شمال القرية الذي أصبح أثراً بعد حين.

## المساحة والزراعة
تبلغ مساحة القرية الإجمالية (8324) دونماً. وفي بداية تأسيس القرية كانت المساحة المشغولة بالمساكن تقدر بحوالي (8) دونمات منها دونمان للطرق والأودية. أما في الوقت الحاضر فإن هذه المساحة تزيد على (100) دونم منها أكثر من (10) دونمات للطرق المعبدة والممرات، وأراضي القرية مملوكة بالكامل لأبنائها ولا يملك اليهود فيها شيئاً قبل النكسة عام 1967 م.
أهم الأشجار المزروعة في القرية الزيتون وهو المورد الرئيس للقرية وتقدر المساحة المزروعة به (1030) دونم ويلي الزيتون في الأهمية التين والصبار والعنب، أما باقي أشجار الفاكهة فقليلة. كما يزرع في أراضي القرية الحبوب وبعض الخضار الموسمية لاعتماد الزراعة في القرية على مياه الأمطار.

## الديمغرافيا
قدر عدد سكان القرية عام 1922 م بـ299 نسمة، ثم بلغوا عام 1931 م 368 نسمة يسكنون في 82 مسكناً، وفي الأول من أبريل سنة 1945 م قدروا بـ440 نسمة، وفي الثامن عشر من نوفمبر 1961 م بلغ عدد سكانها 1050 نسمة أما عددهم عام 2008 م
فيقدر بنحو 5000 نسمة تقريباً في الداخل والشتات.
يعود بعض سكان القرية في أصولهم إلى قرى زكريا قضاء الخليل ورفات قضاء رام الله والشجرة قضاء طبريا.
أما عائلات القرية فهي: ناصر وتضم كلاً من (جبر، واكد عبد العزيز، مصطفى عيسى)، دار يونس وتضم كلاً من (أبو زينة، وهدان، عياد)، آل سطيح، آل أبو لبن، آل شحيبر، آل عوض، دار حسين وتضم (حسين، حمادة، أبو زيد)، آل قطوسة، وآل نصار.
كان أبناء القرية قبل عام 1967 م يعمل غالبيتهم في الزراعة، وبعد ذلك العام وبسبب الظروف التي فرضها الاحتلال تراجع الاهتمام بالأرض واتجه أبناء القرية للعمل في الوظائف الحكومية والخاصة والتجارة وأعمال البناء والأعمال الحرة.
تشهد القرية في الوقت الحاضر نهضة عمرانية واسعة نظراً لازدياد عدد السكان، حيث انتشرت المباني في جميع أنحاء القرية.

## المياه
تفتقر قرية دير قديس لمصادر المياه كالينابيع والآبار الارتوازية، وحتى عهد قريب اعتمد السكان على مياه الأمطار التي كانت تجمع في فصل الشتاء في آبار منتشرة داخل القرية وعلى أطرافها.
وفي عام 1936 م تم ضخ المياه إليها عبر أنبوب من بئر ارتوازي يقع في قرية شبتين المجاورة، وأسس لذلك خزان ماء عرف باسم (الحاووز). كان أهل القرية يأخذون حاجتهم من مياه الشرب وبعض الأعمال المنزلية بواسطة صفائح (تنك أو جرار).
وفي عام 1977 م تم تمديد شبكة مياه للمنازل تتغذى من آبار تقع في قرى الشمال الواقعة بين رام الله ونابلس.

## التربية والتعليم
كان التعليم في القرية خلال العهد العثماني يعتمد على نظام الكتاتيب يقوم بالتدريس شيخ يعرف باسم الخطيب يعلم الطلاب القرآن الكريم واصول الدين واللغة العربية وبعض المواد كالحساب والتاريخ وغيرها.بألإضافة إلى عمله خطيباً وإماماً للمسجد وحلاقاً ومطهراً يأخذ اجرة موسمية في الغالب (موسم الزيتون أو الحصاد)وبلغ عدد الذين يلمون بالقراءة والكتابة (40) رجلاً.
في عام 1922 م اسس أول مدرسة حكومية في القرية بلغ عدد طلابها (52) طالباً يقوم على تعليمهم معلمان تدفع القرية عمالة احدهما. وكان لهذه المدرسة مكتبة بها (111) كتاباً.
وبعد نكبة عام 1948 م أصبحت هذه المدرسة ابتدائية كاملة (مستوى الصف السادس الابتدائي)عدد طلابها في ازدياد ونقصان أحياناً بسسب الظروف المعيشية لأهالي القرية.حتى بلغ عددهم في العام الدراسي 1966-1967 م (86) طالباً يعلمهم ثلاثة معلمين.
أما بالنسبة للبنات فكان التعليم لديهن نادراً بسسب الظروف الاجتماعية ومن ارادت التعليم تلتحق بمدرسة الذكور.وظل الحال كذلك حتى بداية ستينات القرن العشرين حين اسست أول مدرسة للبنات ضمت في العام الدراسي 1966-1967 م (65) طالبه يعلمهن معلمتان.
أما في الوقت الحاضر فيوجد في القرية مدرستان ثانويتان إحداهما للذكور والأخرى للإناث. بعد أن كان أبناء القرية يذهبون إلى القرى المجاورة أو مدينة رام الله لإكمال دراستهم الثانوية.
وبهذا شهدت القرية تطوراً تعليمياً كبيرا بحيث أصبح حملة الشهادات الجامعية بمستوياتها المختلفة يتجاوز المئات في مختلف التخصصات العلمية.

## المواقع الأثرية
تعتبر قرية دير قديس واحده من القرى القديمة في المنطقة وهي غنية بالآثار التي تعود لمختلف العصور، ومن المرجح ان أغلبها آثار بيزنطية ويدل على ذلك اسمها. ولم تجر أي مسوحات أو دراسات أثرية ذات قيمه لهذه المواقع لتحديد تلك العصور. وتنتشر الآثار داخل وخارج القرية ومن أهم المواقع الأثرية ما يلي:
أ - خربة جردة: تقى ى ى ع شرق القرية وتبعد نحو كليو متر، وهي من أهم الآثار وأغناها وتحتوي على بقايا أساسات وجدران وكثير من الكهوف والمدافن وألآبار القديمة.
ب - خربة السيار: تقع في الجهة الشمالية الغربية من القرية.
ج - خربة دير الجدي: تقع في الجهة الشمالية الغربية من القرية وتبعد عنها نحو نصف كيلو متر تقريباٌ. وتقع هذه الخربة على قمة جبل يعرف باسم (جبل الدير)ومن أهم معالمها بقايا أساسات لدير (كنيسه)ارضيته مبلطه بالفيسفاء التي عبث بها الرعاة والصبية واتلفوا قسماً كبيرا منها.
د - خربة الحبس أو الحبيس تقع على السفح الشمالي لجبل الدير ومن أهم معالمها غرفة منحوته في الصخر ومدافن وبركة وعدد من الاشكال المنحوته في الصخر.
ه - نجمة الفقير: تقع في الجهة الشمالية الشرقية من القرية ومن أهم معالمها غرف صغيرة بعدة اتجاهات منحوتة بالصخر تسمى (نواميس) كما يوجد فيها تلة مرتفعة تحتوي على كهف كبير (مغارة).
و - عدد من المواقع الأثرية منتشرة في مواقع مختلفة من أرض القرية منها المغاير، نجمة صالح، نجمة عيد، بد عيسى، خربة ام الأذنين.
ر - عدد كبير من الكهوف الواسعة والآبار الموجودة داخل القرية.
7 - أهم معالم القرية:
- في القرية مسجد اسس في الثلاثينات من القرن العشرين، وكان في بداية تأسيسه متواضعاً يتناسب مع عدد سكان القرية، جرت عليه عدة تحسينات وتوسعات كان آخرها بناء مئذنة جديدة بارتفاع (40 م) تقريباً إضافة إلى المئذنة القديمة. ويضم المسجد مصلى للنساء ومكتبة.
- كما ويوجد في القرية مبنى ضخم يقع في الجهة الشمالية منها أنشيْ في زمن الانتداب البريطاني استخدم كمخفر للشرطة (الفرسان) ويعرف هذا المبنى باسم (المركز) وهو شبيه من حيث الاتساع والشكل بما يسمى (المقاطعة) في مدينة رام الله. كانت تدار من خلاله الشؤون الأمنية للقرية والقرى المحيطة وشغل هذا المبنى أيضاً من قبل قوات الحرس الوطني وكذلك مديرية ناحية دير قديس.
- ومن معالم القرية أيضا دار للضيافة كانت تعرف باسم (الساحة) بنيت زمن العهد العثماني، توقفت هذه الدار عن تقديم خدماتها الاجتماعية في عام 1948 م. وبسبب الإهمال وعدم الصيانة والترميم تعرضت هذه الدار للسقوط والهدم.
- أسس في القرية في أواخر خمسينات القرن العشرين معصرة حديثة للزيتون تابعة لإتحاد الجمعيات التعاونية. ظلت تقدم خدماتها للقرية والقرى المجاورة حتى منتصف ثمانينات القرن العشرين. وبسبب عدم التجديد والتحديث والتطوير توقفت عن العمل، وأصبح أهل القرية يذهبون إلى القرى المجاورة لعصر زيتونهم.
- في أوائل ستينات القرن العشرين أنشيء في القرية شعبة للبريد بهاتف واحد يخدم القرية، ومقسم يخدم القرى المجاورة مثل (نعلين، خربثا بني حارث، دير عمار، قبيه، وشقبا). وفي منتصف التسعينات أنشيء مركز اتصالات ضخم يخدم المنطقة بكاملها، والقرية في الوقت الحاضر - اواخر القرن العشرين- مخدومة بشبكة كاملة للهاتف والماء والكهرباء والطرق المعبدة.
- وفي القرية مستوصف صحي يحتوي على عيادتين ونادرياضي للشباب وروضة للأطفال.

== عائلات القرية
```
ناصر، قطوسه، ال حسين (حسين.أبو زيد.حمادة)، اسطيح، ال عوض، دار يونس (أبو زينه.وهدان.عياد)
```

## المستوى الرياضي
وكان لها فريق متميز على مستوى غرب رام الله في كرة القدم وهي اللعبة الأشهر وتتميز بها دير قديس منذ القدم واحرز نادي القرية بطولة غرب رام الله عدة مرات وكان يضم بين صفوفه عدد من أفضل الاعبين على مستوى المنطقة مثل غالب أبوزيد ومعاذ ناصر وساهر سطيح ومؤيد عبد الرحيم وأفضل حارس مرمى في المنطقة (ايهاب راضي) وحتى اليوم ما زال فريق القرية سباقا ومعطاء في كافة النشاطات الرياضية ويقدم الكثير في الدوريات بفضل الله وجهود الخيرين في نادي ديرقديس